# Пермский авиационный техникум имени А. Д. Швецова
Пермский авиационный техникум имени А. Д. Швецова — российское среднее специальное учебное заведение.

## История
12 сентября 1876 года в Перми основано Алексеевское реальное училище — одно из первых учреждений среднего профессионального образования на Западном Урале.
В 1878 году в рамках училища открыто химико-техническое отделение.
В 1893 году училище стало участником Всемирной художественно-промышленной выставки в Чикаго и ряда выставок в России.
В 1917 году горнозаводское отделение училища было выделено в отдельное техническое училище.
В 1920 году техническое училище преобразовано в политехникум, при этом выпускники при окончании получали звание инженера.
В 1921 году металлургическое отделение политехникума преобразовано в Практический институт с правами высшего учебного заведения. Остальные же отделения остались среднетехническими. С этого времени учебное заведение находилось в ведении Народного комиссариата тяжёлой промышленности (НКТП).
В 1923 году Практический институт вновь реорганизован в политехникум, а в 1925 году переименован в Пермский индустриальный техникум.
В 1928 году открыто механическое отделение, которое в дальнейшем было преобразовано в Механический техникум, а строительное отделение в Коммунально-строительный техникум.
В 1935 году техникум из ведения НКТП был передан в ведение Народного комиссариата авиационной промышленности и был переименован в авиационный. В этом же году произведён первый выпуск специалистов-техников для авиационной промышленности по специальностям «Обработка металлов резанием», «Монтаж двигателей», «Термообработка» и «Кузнечное дело».
В годы Великой Отечественной войны здания техникума были переданы заводу, эвакуированному из Ленинграда. При этом учащиеся техникума днём работали на заводе, а по вечерам учились.
В 1953 году техникуму было присвоено имя Героя социалистического труда, лауреата четырёх Сталинских премий Аркадия Дмитриевича Швецова.
В настоящее время на базе техникума существует 5 отделений, готовящих специалистов для авиационной промышленности. В нём имеется Музей истории техникума и Музей авиации и космонавтики Пермского края.
Также на базе техникума действует Многофункциональный центр прикладных квалификаций аэрокосмической промышленности, который проводит курсы повышения квалификации по специальностям «Конструкция и эксплуатация ГТУ для ГПА и ГТЭС разных моделей», «Контролер качества» и «Станочник широкого профиля».

## Отделения[7]
- Авиационные двигатели
- Вычислительная техника
- Приборостроение
- Литейное производство
- Технология машиностроения
- Заочное обучение